# Bacchisa vernula
Bacchisa vernula là một loài bọ cánh cứng trong họ Cerambycidae.